# Sân bay Menorca
Sân bay Menorca hoặc sân bay Mahon (IATA: MAH, ICAO: LEMH; tiếng Catalan: Aeroport de Menorca, tiếng Tây Ban Nha: Aeropuerto de Menorca) là sân bay phục vụ các đảo Balearic của Minorca ở biển Địa Trung Hải, gần bờ biển của Tây Ban Nha. Sân bay này nằm 4,5 km (2,8 mi) về phía tây nam của Mahon.
Sân bay được khai trương vào ngày 24 tháng 3 năm 1969 khi tất cả các dịch vụ bay dân dụng được chuyển giao từ sân bay San Luis láng giềng sang đây.
Ngày 14 tháng 9 năm 2006 một phần mái trong phần đang xây dựng của nhà ga hành khách bị sụp đổ. Các mảnh vỡ tạm thời khiến 20 người mắc kẹt và bị thương ba người lao động. 
Một đợt nâng lớn của sân bay đã được hoàn thành trước khi bắt đầu mùa du lịch 2008. Hiện nay nhà ga có 16 cửa ra máy bay có cầu dẫn nối với máy bay.